# Starokorsunskaja
Starokorsunskaja (ros. Старокорсунская) – stanica w Rosji, w Kraju Krasnodarskim, w okręgu miejskim Krasnodaru. W 2010 liczyła 12 238 mieszkańców.

## Urodzeni
- Iwan Bowkun – radziecki wojskowy i dowódca partyzancki, Bohater Związku Radzieckiego.